# Samuel Thomas von Sömmerring
Samuel Thomas von Sömmerring (Toruń, 28 gennaio 1755 – Francoforte sul Meno, 2 marzo 1830) è stato un medico, anatomista, antropologo, paleontologo e inventore tedesco.
È lo scopritore della macula retinica dell'occhio umano. I suoi studi sul cervello e il sistema nervoso, sugli organi di senso, sugli embrioni e le loro malformazioni, sulla struttura del polmone e su molte altre caratteristiche del corpo umano, lo rendono uno dei più importanti anatomisti tedeschi e mondiali.

## Biografia
Samuel Thomas nacque a Toruń, città polacca allora facente parte della Prussia, nono figlio del medico Johann Thomas Sömmerring. Studiò nella città natale fino al 1774, quando cominciò a frequentare il corso di medicina all'Università di Göttingen. In quel periodo partecipò anche ai seminari di Petrus Camper presso l'Università di Franeker.
Nel 1778 fu iniziato in Massoneria a Londra, fu membro della loggia Zum gekrönten Löwen ( (Al leone incoronato) di Kassel e a capo del circolo della Rosa-Croce d'Oro di questa città, nel 1784 divenne membro degli Illuminati di Baviera.
Una volta terminati gli studi, venne nominato professore di Anatomia del Collegium Carolinum di Kassel e, dal 1784, all'Università di Mainz, diventandone per cinque anni il preside della Facoltà di Medicina. Nel 1795 Sömmerring aprì un proprio studio a Francoforte. In quel periodo introdusse, nonostante le molte resistenze dei colleghi, la vaccinazione contro il vaiolo e divenne uno dei primi membri e consiglieri del Senckenbergische Naturforschende Gesellschaft (Società naturalista di Senckenberg). Dopo aver ricevuto offerte d'impiego dalle Università di Jena e San Pietroburgo, nel 1804 accettò l'invito dell'Accademia delle Scienze della Baviera, a Monaco, diventando consigliere di corte ed entrando in contatto con la nobiltà cittadina.
Alla giovane età di 23 anni Sömmerring descrisse l'organizzazione dei nervi cranici nella sua tesi di dottorato, uno studio valido tuttora. La sua mente poliedrica lo spinse a occuparsi e a pubblicare scritti dei campi più disparati, dalla medicina all'anatomia, dall'antropologia alla paleontologia, dall'astronomia alla filosofia. Descrisse alcuni fossili di coccodrilli e Archaeopteryx e realizzò il primo disegno accurato di uno scheletro umano femminile.
Sömmerring viene ricordato anche come un prolifico inventore. Nel 1809 progettò un telescopio astronomico e un telegrafo elettrochimico, sulla base degli studi e delle pubblicazioni effettuati negli anni precedenti dal fisico e medico spagnolo Francisco Salvà i Campillo. Si occupò di raffinazione del vino, delle macchie solari e di molte altre cose. Nel 1811 sviluppò il primo sistema telegrafico bavarese, conservato oggi al Deutsches Museum di Monaco. Nel 1823 venne designato membro straniero dell'Accademia Reale Svedese delle Scienze.
Sömmering sposò Margarethe Elizabeth Grunelius, morta nel 1802, da cui ebbe un figlio, Dietmar William, e una figlia, Susanne Katharina. Nel 1820 si trasferì da Monaco a Francoforte sul Meno, dove morì dieci anni dopo. È sepolto nel principale cimitero cittadino.

## Opere

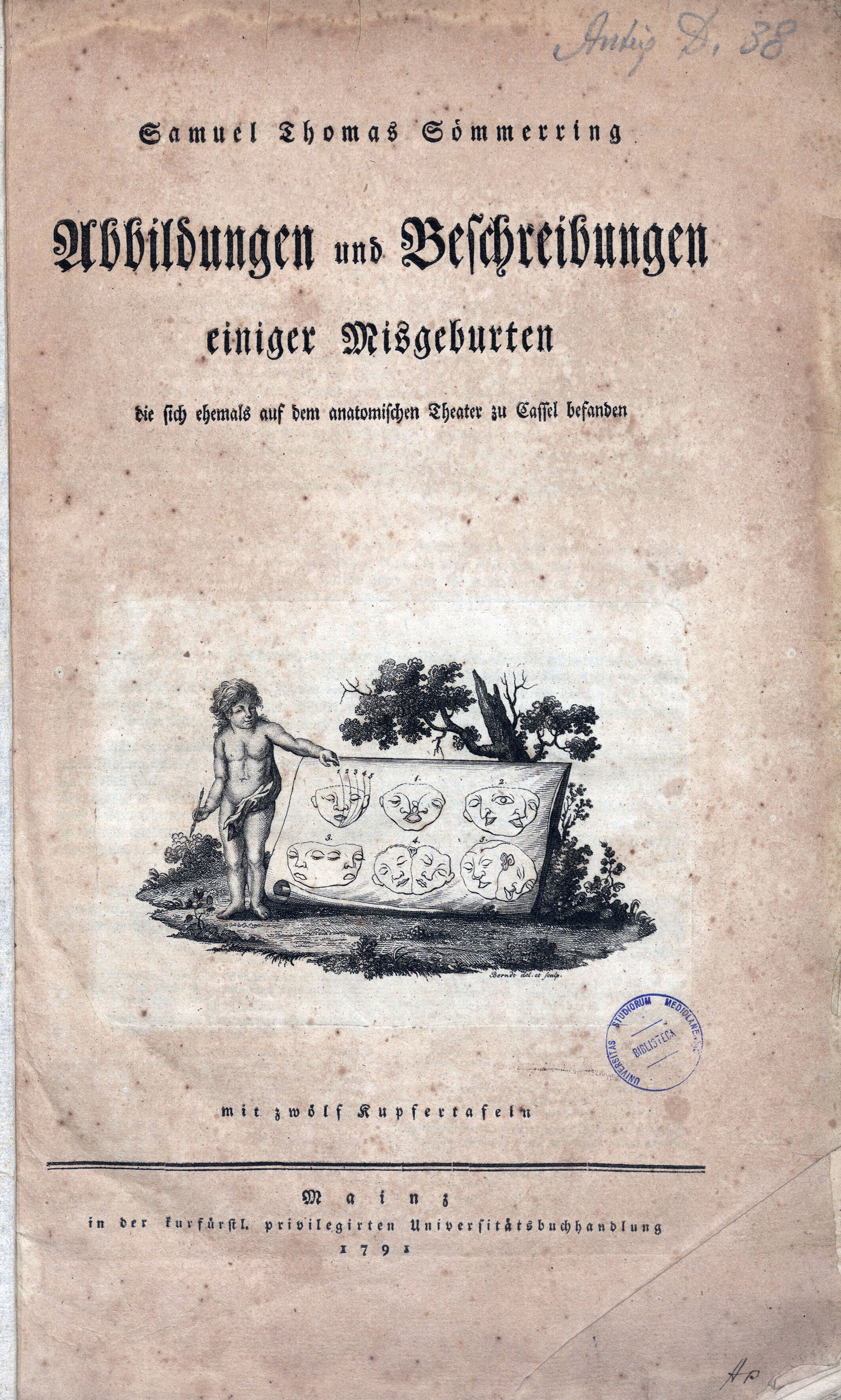
Abbildungen und Beschreibungen einiger Misgeburten, 1791

- Über die körperliche Verschiedenheit des Mohren vom Europär (1774)
- Vom Hirn- und Rückenmark (Mainz 1788);
- Vom Bau des menschlichen Körpers (Francoforte sul Meno, 1791-96);
- De corporis humani fabrica (Francoforte sul Meno, 1794-1801);
- (DE) Abbildungen und Beschreibungen einiger Misgeburten, Mainz, Unversitätsbuchhandlung, 1791.
- De morbis vasorum absorbentium corporis humani (Francoforte sul Meno, 1795);
- Tabula sceleti feminini (Francoforte sul Meno, 1798);
- Abbildungen des menschlichen Auges (Francoforte sul Meno, 1801);
- Abbildungen des menschlichen Hörorgans (Francoforte sul Meno, 1806);
- Abbildungen des menschlichen Organs des Geschmacks und der Stimme (Francoforte sul Meno, 1806);
- Abbildungen der menschlichen Organe des Geruchs (1809).

La corrispondenza epistolare tra Sömmering e Georg Forster venne pubblicata da Hettner (Braunschweig, 1878).
| {{{1}}}Wikidata P835 è l'abbreviazione standard utilizzata per le specie animali descritte da Samuel Thomas von Sömmerring. Categoria:Taxa classificati da Samuel Thomas von Sömmerring |